# Oxytropis darpirensis
Oxytropis darpirensis är en ärtväxtart som beskrevs av Boris Alexandrovich Jurtzev och Andrej Pavlovich Khokhrjakov. Oxytropis darpirensis ingår i släktet klovedlar, och familjen ärtväxter. Inga underarter finns listade i Catalogue of Life.